# Ананино
Ана́нино (рос. Ананино) — присілок у складі Кічменгсько-Городецького району Вологодської області, Росія. Входить до складу Городецького сільського поселення.

## Населення
Населення — 406 осіб (2010; 457 у 2002).
Національний склад (станом на 2002 рік):
- росіяни — 97 %